# Heinrich von Maltzan
Heinrich von Maltzan, barone di Wartenburg e Penzlin (Dresda, 1826 – Pisa, 1874), è stato un orientalista ed esploratore tedesco.
Studiò legge a Heidelberg, ma a causa di problemi di salute, dal 1850 trascorse gran parte del suo tempo in viaggio.
Già visitatore della Palestina, riuscì nel 1860 a raggiungere, dopo un lungo ed insidioso viaggio, La Mecca.  Fra il 1867 e il 1868 Von Maltzan viaggiò in Sardegna. Per una scommessa, inoltre, von Maltzan si vestì interamente di rosa per un anno a Baden-Baden, ricevendo il nomignolo scherzoso di Le Diable enflammé (Il Diavolo infiammato).

## Opere e scritti
- (DE) Drei Jahre im Nordwesten von Afrika: Reisen in Algerien und Marokko : 4 Bände; Dürr, Lipsia, 1863
- (DE) Meine Wallfahrt nach Mekka. Reise in der Küstengegend und im Inneren von Hedschas: 2 Bände Dyk, Leipzig, 1865 Mehrere Neuauflagen, zuletzt Neudruck bei Olms, Hildesheim/Zürich/New York 2004 ISBN 3-487-12619-2.
- (DE) Reise auf der Insel Sardinien: Nebst Einem Anhang, Über die Phönicischen Inschriften Sardiniens, Lipsia, 1869 ora in Editore:  Forgotten Books, 1º maggio 2018 Londra, ISBN 0364467614
- (DE) Reise in die Regentschaften von Tunis und Tripolis: 3 Bände, Dyk, Leipzig, 1870
- (DE) Reise nach Südarabien und Geographische Forschungen im und über den südwestlichen Theil Arabiens, Vieweg,Braunschweig, 1873 ora: Olms, Hildesheim 2004 ISBN 3-487-12622-2.